# Alpinia modesta
Alpinia modesta là một loài thực vật có hoa trong họ Gừng. Loài này được F.Muell. ex K.Schum. mô tả khoa học đầu tiên năm 1904.